# Campionatul Mondial de Scrimă din 1973
Campionatul Mondial de Scrimă din 1973 s-a desfășurat în perioada 2-11 iulie la Göteborg în Suedia.

## Rezultate

### Masculin
| Probă                 | Aur                                                                                         | Argint                                                                                                  | Bronz                                                                                            |
| Spadă la individual   | Rolf Edling (SWE)                                                                           | Hans Jacobson (SWE)                                                                                     | John Pezza (ITA)                                                                                 |
| Spadă pe echipe       | RFG Reinhold Behr Joachim Peter Hans-Jürgen Hehn Josef Szepeschy Harald Hein                | Ungaria · Sándor Erdős · Csaba Fenyvesi · Győző Kulcsár · Pál Schmitt · István Osztrics                 | Uniunea Sovietică Igor Valetov Viktor Modzalevsky Boris Lukomski Așot Karagian Serghei Paramonov |
| Floretă la individual | Christian Noël (FRA)                                                                        | Iuri Cij (URS)                                                                                          | Jenö Kamuti (HUN)                                                                                |
| Floretă pe echipe     | Uniunea Sovietică Vasil Stankovici Vladimir Denisov Iuri Cij Serghei Isakov Anatoli Koteșev | RFG Thomas Bach Matthias Behr Harald Hein Klaus Reichert Thomas Jäger                                   | Polonia Marek Dąbrowski Witold Woyda Leszek Martewicz Lech Koziejowski Arkadiusz Godel           |
| Sabie la individual   | Mario Aldo Montano (ITA)                                                                    | Viktor Sideak (URS)                                                                                     | Vladimir Nazlîmov (URS)                                                                          |
| Sabie pe echipe       | Ungaria Tamás Kovács Attila Kovács Péter Marót Pál Gerevich Ferenc Hammang                  | Uniunea Sovietică Viktor Sideak Vladimir Nazlîmov Eduard Vinokurov Viktor Krovopuskov Vladimir Pavlenko | Italia Mario Aldo Montano Rolando Rigoli Michele Maffei Cesare Salvadori Mario Tullio Montano    |

### Feminin
| Probă                 | Aur                                                                                            | Argint                                                                                                 | Bronz |
| Floretă la individual | Valentina Nikonova (URS)                                                                       | Ildikó Schwarczenberger (HUN)                                                                          | Ildikó Rejtő (HUN)                                                                                        |
| Floretă pe echipe     | Ungaria · Ildikó Bóbis · Mária Szolnoki · Ildikó Rejtő · Ildikó Schwarczenberger · Magda Maros | Uniunea Sovietică Zoia Derajinskaia Olga Kneazeva Valentina Nikonova Valentina Burocikina Elena Belova | România · Ana Pascu · Ileana Gyulai-Drîmbă · Ecaterina Stahl-Iencic · Magdalena Bartoș · Suzana Ardeleanu |

## Clasament pe medalii
| Loc | Țară              | Aur | Argint | Bronz | Total |
| --- | ----------------- | --- | ------ | ----- | ----- |
| 1   | Uniunea Sovietică | 2   | 4      | 2     | 8     |
| 2   | Ungaria           | 2   | 2      | 2     | 6     |
| 3   | RFG               | 1   | 1      | 0     | 2     |
| 3   | Suedia            | 1   | 1      | 0     | 2     |
| 5   | Italia            | 1   | 0      | 2     | 3     |
| 6   | Franța            | 1   | 0      | 0     | 1     |
| 7   | Polonia           | 0   | 0      | 1     | 1     |
| 7   | România           | 0   | 0      | 1     | 1     |